# Нагатино-Садовники
Нага́тино-Садо́вники — район в Южном административном округе Москвы и соответствующее ему одноимённое внутригородское муниципальное образование.

## Показатели района
По данным на 2010 год площадь территории района составляет 817 га. Население — 83 390 чел. (2024). Плотность населения — 9213,6 чел./км², площадь жилого фонда — 960,4 тыс. м² (2010 год).

## История района
В 1991 году было отменено старое разделение на районы Москвы, вместо них были образованы административные округа (в том числе Южный административный округ), в составе которого был образован временный муниципальный округ Нагатино-Садовники. 5 июля 1995 год он был преобразован в район Москвы Нагатино-Садовники.

## Границы района
Границы района Нагатино-Садовники определяются законом «О территориальном делении города Москвы» и согласно ему проходят: по оси проспекта Андропова, далее по западным границам территории Музея-заповедника «Коломенское», осям: Каширского шоссе, проектируемого проезда N 3689, осям полос отвода подъездной железнодорожной ветки Павелецкого направления МЖД, оси Варшавского шоссе, оси полосы отвода Малого кольца МЖД, оси русла реки Москвы, оси Нагатинского спрямления реки Москвы до проспекта Андропова.

## Происхождение названия
Название в нынешнем виде и применительно к данному месту возникло в августе 1991 года в ходе реформы исполнительной власти и создания нового административно-территориального деления города Москвы.
Дано по улице Садовники, а также по названию бывшей деревни Нагатино, которая в реальности находилась значительно восточнее, в конце нынешней Судостроительной улицы (ранее конечная часть Нагатинского шоссе).

## Парки и скверы
Сквер ветеранов — находится на пересечении улиц Нагатинская и Садовники. После благоустройства в 2019 году здесь появились прогулочная аллея с навесами, пергола, зона для отдыха и настольных игр, летняя сцена для выступлений артистов. На одной из пешеходных аллей сквера появилась «Аллея славы» — навесы с фотографиями и историями о ветеранах войны, ныне проживающий в Нагатине-Садовниках.
Яблоневый сад — находится вдоль Коломенского проезда, рядом с домом 21. В ходе благоустройства здесь создали пешеходную зону, провели освещение, установили скамейки, урны, обустроили пешеходные дорожки, установили информационные стенды об истории района, сделали террасы для отдыха. Также здесь появился арт-объект в виде яблоневого дерева.
Парк им. Ю. М. Лужкова (бывший «Садовники») - находится на проспекте Андропова 58. В парке отремонтирована дорожно-тропиночная сеть, проведено озеленение, установлены скамейки, урны, беседки, велопарковки. Также в парке есть три современные детские площадки для детей разного возраста, площадки для занятий спортом (многофункциональная площадка, две волейбольные площадки, теннисный корт, площадка для пинг-понга, воркаут), беговой и велосипедный маршруты, павильон шахматного клуба, танцевальная площадка и площадка для выгула собак. Кроме того, здесь создан бетонный скейт-парк площадью 2750 квадратных метра.

## Население
| 2002    | 2010    | 2012    | 2013    | 2014    | 2015    | 2016    |
| ------- | ------- | ------- | ------- | ------- | ------- | ------- |
| 69 031  | ↗76 284 | ↗76 907 | ↗77 263 | ↗78 432 | ↗79 416 | ↗81 400 |
| 2017    | 2018    | 2019    | 2020    | 2021    | 2023    | 2024    |
| ↗82 064 | ↗82 836 | ↗83 496 | ↗83 607 | ↘83 046 | ↗83 658 | ↘83 390 |

### Национальный состав
По итогам переписи населения 2020 года проживали следующие национальности (национальности менее 0,1 % и другое, см. в сноске к строке «Другие»):
| Национальность | Численность, чел. | Доля     |
| -------------- | ----------------- | -------- |
| Русские        | 64 807            | 78,04 %  |
| Татары         | 561               | 0,68 %   |
| Украинцы       | 444               | 0,53 %   |
| Армяне         | 407               | 0,49 %   |
| Азербайджанцы  | 331               | 0,40 %   |
| Грузины        | 235               | 0,28 %   |
| Евреи          | 182               | 0,22 %   |
| Белорусы       | 159               | 0,19 %   |
| Узбеки         | 153               | 0,18 %   |
| Таджики        | 153               | 0,18 %   |
| Киргизы        | 131               | 0,16 %   |
| Другие         | 15 483            | 18,65 %  |
| Итого          | 83 046            | 100,00 % |

## Транспорт
По границам района расположены станции метро «Варшавская», «Каширская», «Коломенская» и «Нагатинская».

## Культура
В районе есть выставочный зал «На Каширке», в котором проходят выставки различных жанров и направлений, работают секции и студии для детей и взрослых.

## Религия
В районе действуют храмы Русской Православной Церкви:
- Храм преподобного Алексия, человека Божия, в Садовниках. Адрес: улица Садовники, 4Б стр.1. Настоятель — иерей Алексий Лымарев.[28] Храм входит в состав Донского благочиния Московской городской епархии Русской Православной церкви.

- Церковь благоверного князя Димитрия Донского в Садовниках. Адрес церкви: улица Академика Миллионщикова, д. 38, настоятель — иерей Максим Тогубицкий. Церковь входит в состав Даниловского благочиния Московской городской епархии Русской Православной Церкви.
- Храм Преображения Господня в Нагатино-Садовниках. Адрес: Коломенский проезд, д. 13. Настоятель — иерей Кирилл Кузьмин.[29] Храм входит в состав Донского благочиния Московской городской епархии Русской Православной Церкви.